# Zingiber roseum
Zingiber roseum är en enhjärtbladig växtart som först beskrevs av William Roxburgh, och fick sitt nu gällande namn av William Roscoe. Zingiber roseum ingår i släktet Zingiber och familjen Zingiberaceae. Inga underarter finns listade i Catalogue of Life.